# Controverse du 11e panchen-lama

La controverse du 11e panchen lama est un différend concernant le détenteur légitime actuel du titre de panchen-lama, second dirigeant du bouddhisme tibétain après le dalaï-lama. Après la mort de Choekyi Gyaltsen, le 10e panchen-lama, un différend entre les dirigeants chinois et le 14e dalaï-lama en exil en Inde a mis en lice deux candidats. Le processus du comité de recherche impliquant des moines de Tashilhunpo sous la stricte supervision du gouvernement chinois a été arrêté lorsque le 14e dalaï-lama, selon la tradition tibétaine, a annoncé unilatéralement la sélection de Gedhun Choekyi Nyima, un enfant tibétain de 6 ans, le 14 mai 1995. Le 29 novembre 1995, les autorités chinoises eurent recours au processus de sélection par une urne d'or datant de la dynastie Qing pour choisir Gyancain Norbu, un autre enfant tibétain du même âge. Le 28 mai 1996, le cas de Gedhun Choekyi Nyima fut examiné par le Comité des droits de l'enfant de l'ONU dépendant du Haut-Commissariat des Nations unies aux droits de l'homme, et les autorités chinoises admirent pour la première fois avoir « pris l'enfant pour sa sécurité ». Selon d'autres sources la direction chinoise l'a enlevé pour éviter que les Tibétains ne le légitiment en lui rendant hommage.
En avril 2018, le dalaï-lama a déclaré que Gedhun Choekyi Nyima était bien vivant et recevait une éducation normale. Il espérait que Gyancain Norbu, le panchen-lama officiel étudiait bien, sous la conduite d'un bon enseignant, ajoutant qu'il y avait des exemples, dans la tradition bouddhiste tibétaine, de lamas ayant plus d'une réincarnation. Cependant, Gedhun Choekyi Nyima n’est jamais réapparu en public depuis 1995.

## Histoire de la controverse
En novembre 1995, les autorités chinoises convoquent impérativement et sans préavis à Pékin 75 dignitaires tibétains, près de la totalité des responsables religieux et politiques du Tibet. Il s'agit de les contraindre à accepter la décision de récuser le candidat choisi par le dalaï-lama et à soutenir la remise en usage d'un rite politico-religieux de la dynastie mandchoue pour désigner la réincarnation du panchen-lama parmi trois candidats. Si les autorités chinoises n’ont pas donné leurs identités, elles ont été publiées par les Tibétains en exil et le candidat du dalaï-lama n'y figure pas. On est en droit de se demander si les autorités chinoises n'ont pas décidé de se confronter délibérément au dalaï-lama, c'est, du moins, la thèse de Warren Smith.

## Historique du tirage au sort
En 1792, en réponse à la demande du gouvernement tibétain, l'empereur Qianlong envoya une grande force armée pour aider l'armée tibétaine à repousser les Gurkhas népalais qui avaient envahi à nouveau le Tibet méridional et pillé le monastère de Tashilhunpo à Shigatsé, forçant le panchen lama à se réfugier à Lhassa. L'année suivante, l'armée impériale défit les Gurkhas, les obligeant à restituer leur butin. Entretemps, l’empereur signa un décret intitulé « Règlement en 29 articles pour mieux gouverner le Tibet ». Selon l’article premier, le choix de la réincarnation du dalaï-lama et de celle du panchen lama se ferait au moyen du tirage au sort dans une urne d’or afin d’éviter d’éventuelles manipulations conduisant à la désignation de rejetons de puissantes familles laïques. Le tirage au sort dans l'urne d'or est, en fait, la reconversion à des fins divinatoires d'un procédé bureaucratique d'attribution de postes en usage sous les Ming
Selon le gouvernement tibétain en exil, un événement en Mongolie, où le Tibet avait une grande influence spirituelle, précipita l'introduction de ce système. À la mort du lama mongol Erdini Pandita Khutuktu, un conflit avait surgi au sujet du choix de sa réincarnation. Afin d'éviter de telles complications à l'avenir, un tirage au sort fut introduit.
Pour le gouvernement chinois, ce décret de 1792 a coulé en loi son pouvoir de confirmation de la nomination de la réincarnation d’un haut lama et cette loi est toujours d’application.[réf. nécessaire] Pour le gouvernement tibétain en exil, il n'y a aucune preuve historique démontrant que le tirage au sort ait été établi pour choisir les réincarnations des dalaï-lamas et des panchen-lamas. Il fait valoir que les Mandchous de la dynastie des Qing étaient un peuple bouddhiste asiatique central distinct, une puissance étrangère occupant la Chine et que les Chinois eux-mêmes les identifiaient comme une force étrangère de métier. En 1911, quand la révolution nationaliste renversa la dynastie Qing, le Dr. Sun Yat-sen indiqua que la Chine avait été occupée à deux reprises par des puissances étrangères : d'abord par les Yuans et en ensuite par les Qings. Aussi, le gouvernement tibétain en exil n'accepta-t-il pas les réclamations chinoises prétendument héritées du rapport historique de prêtre-patron entre le Tibet et les Mandchous.
La tibétologue Anne Chayet indique qu'à de nombreuses reprises le tirage au sort ne fut pas utilisé, ou respecté, pour désigner le dalaï-lama et le panchen-lama. Ainsi, à la mort, en 1804, de Jamphel Gyatso, le 8e dalaï-lama, son successeur est reconnu sans utiliser l'urne. Ce fut aussi le cas pour Thubten Gyatso, le 13e dalaï-lama. Et quand l'urne fut utilisée, son résultat ne fut pas respecté, les Qing ne pouvant imposer cette tradition.

## Historique de la reconnaissance mutuelle entre dalaï-lamas et panchen-lamas
Le 10e panchen-lama écrit en 1988 que selon la tradition tibétaine, la confirmation d'un dalaï-lama et d'un panchen-lama requiert leur reconnaissance mutuelle,.

## Enjeux
Le différend entre le gouvernement tibétain en exil et le gouvernement chinois au sujet du choix du 11e panchen-lama revêt un enjeu crucial dans la succession du 14e dalaï-lama,,,,. Gilles Van Grasdorff considère qu'il existe deux autres raisons. D'abord déconsidérer le dalaï-lama en prouvant qu'il se trompe. Puis faire en sorte que le panchen-lama ait un rôle plus important que le dalaï-lama.

## Controverse

### Point de vue des exilés tibétains
Le 28 janvier 1989, dans son monastère de Tashilhunpo, à Shigatse au Tibet, le 10e panchen-lama, Choekyi Gyaltsen, meurt à l’âge de 50 ans. Après sa disparition, le Parti communiste chinois chargea Chadrel Rinpoché, le responsable du monastère du Tashilhunpo, croyant qu'il leur était favorable, de trouver la réincarnation du panchen-lama. Le dalaï-lama propose à Pékin de dépêcher une délégation de hauts dignitaires religieux pour « assister » Chadrel Rinpoché. Mais l’offre est rejetée par la Chine, qui la qualifie de « superflue ». Le dalaï-lama et les autorités tibétaines commencent à organiser les recherches pour trouver sa réincarnation suivant les traditions tibétaines. Au Tibet, Chadrel Rinpoché retient trois enfants aux qualités remarquables. Parmi eux, le petit Gendhun Choekyi Nyima, âgé de six ans, fils de nomades tibétains. Chadrel Rinpoché informe une équipe envoyée clandestinement au Tibet par le dalaï-lama. Gendhun aurait reconnu sans hésiter les biens du défunt Lama. Il aurait d'ailleurs déclaré à ses parents « Je suis le panchen-lama. Mon monastère est le Tashilhunpo. » Le 14 mai 1995, après avoir étudié les différents candidats, Gendhun Choekyi Nyima est officiellement reconnu par le dalaï-lama comme étant le 11e panchen-lama. Fils de Kunchok Phuntsok et Dechen Choedon, il est né le 25 avril 1989 dans la ville de Nagchu.
Trois jours plus tard, le 17 mai 1995, Gendhun Choekyi Nyima et ses proches furent portés disparus et certaines rumeurs laissèrent croire qu'ils avaient été kidnappés et emmenés à Pékin. Chadrel Rinpoché, lui, est immédiatement arrêté et emprisonné pour avoir informé le dalaï-lama. Un an plus tard, Pékin avouait détenir le panchen-lama, ce qui en fait le plus jeune prisonnier politique au monde. En 1996, son cas a été examiné par le Comité des Droits de l'Enfant de l'ONU et les autorités chinoises avaient admis pour la première fois avoir « pris l'enfant pour sa sécurité » quand la question du panchen-lama fut abordée. Le Comité a demandé à rendre visite à Gendhun, mais les autorités chinoises ne l'ont pas invité. Le dossier n'a pas avancé depuis lors. Aujourd'hui, il serait toujours détenu par les autorités chinoises. Pour les Tibétains et les bouddhistes de l'école tibétaine, il est le onzième panchen-lama, l'un des plus hauts dignitaires du bouddhisme tibétain. Une alerte AMBER mondiale a d'ailleurs été lancée par le monastère de Tashilhunpo en Inde et une récompense est offerte à toute personne fournissant une information permettant d'entrer en contact avec le panchen-lama.
Selon Thubten Samphel, à l'époque ministre des affaires étrangères du gouvernement tibétain en exil, le gouvernement chinois refusant de reconnaître Gendhun Choekyi Nyima comme successeur du 10e panchen-lama, met en place un tirage au sort dans une urne d'or au monastère de Jokhang à Lhassa, dont est exclu Gedhun Choekyi Nyima, le candidat du dalaï-lama et désigne ainsi, le 29 novembre 1995, son propre candidat, Gyancain Norbu, nommé Erdini Qoigyijabu. Erdini est un terme mongol qui signifie précieux joyau, titre offert en 1713 par l'empereur Kangxi au 5e panchen-lama. Il s'agit en fait d'un titre élogieux partagé par de nombreux lamas mongols.

### Point de vue du gouvernement chinois
La République populaire de Chine, se référant aux coutumes de la dynastie Qing, soutient que le panchen-lama doit être désigné par un tirage au sort effectué dans une urne d'or avant d'être reconnu par le gouvernement central.
Une déclaration du 10e panchen-lama citée dans une publication officielle chinoise affirme que « selon l'histoire tibétaine, les réincarnations du dalaï-lama et du panchen-lama doivent être mutuellement reconnues. ».

### Critiques de la décision du dalaï-lama
Pour l'anthropologue Melvyn Goldstein, la décision  du dalaï-lama de court-circuiter le gouvernement chinois ne fut guère judicieuse sur le plan politique. Certes, les Tibétains et leurs sympathisants occidentaux furent réconfortés de voir le dalaï-lama faire montre d'autorité dans cette affaire mais le prix en a été considérable et le bénéfice insignifiant. Dans la pratique, le garçon choisi s'est vu condamné à passer sa vie sous surveillance. Cela crée un problème de droits de l'homme puissant pour les exilés, et alimente la méfiance et l'animosité que beaucoup en Chine ressentent à son égard, à un moment où la pression s'accentue sur lui pour qu'il persuade la Chine d'assouplir sa politique au Tibet. De plus, l'annonce a sapé la crédibilité des responsables chinois modérés qui avaient persuadé le Conseil d'État que la méthode de sélection sensible aux facteurs ethniques était dans l'intérêt de la Chine. Les tenants de la ligne dure se sont trouvés renforcés dans leur idée que la Chine ne pouvait faire confiance au dalaï-lama et les perspectives d'une reprise du dialogue se sont éloignées.
Le vice-consul français à Chengdu, (Sichuan) Serge Kœnig, se demande, dans un témoignage à contre-courant, comment le gouvernement tibétain en exil et l'oracle de Nechung ont pu ne pas anticiper la réaction chinoise et savoir que l'absence de concertation avec Pékin signifiait « 'sacrifier' l'enfant... et provoquer un battage médiatique contre la Chine ».

### Le dalaï-lama a des nouvelles de Gedhun Choekyi Nyima
En avril 2018, le dalaï-lama a déclaré que Gedhun Choekyi Nyima, le panchen-lama qu'il avait reconnu, était bien vivant et recevait une éducation normale. Il espérait que Gyancain Norbu, le panchen-lama officiel étudiait bien, sous la conduite d'un bon enseignant, ajoutant qu'il y avait des exemples, dans la tradition bouddhiste tibétaine, de lamas ayant plus d'une réincarnation, à l'instar de Jamyang Khyentsé Wangpo, même si un seul peut détenir le siège.
Cependant, Gedhun Choekyi Nyima n’est jamais réapparu depuis sa disparition en 1995.

## Conséquence de la controverse
Selon Matthew Kapstein, l'affaire du panchen-lama entraîne plusieurs répercussions. Au printemps 1996, la campagne des autorités chinoises interdisant les photos du dalaï-lama débutée en 1994, s'intensifie. Selon Tibet Information Network, une équipe de police envoyée à Ganden le 7 mai 1996 pour la mettre en pratique est attaquée par des moines. Dans les troubles qui s'ensuivent, trois moines sont tués, une quarantaine sont arrêtés et le monastère est fermé. Cela n'empêche pas les autorités de poursuivre cette campagne. 
Selon Françoise Robin, pour réprimer le mécontentement consécutif à la nomination par Pékin d'un autre panchen-lama que celui reconnu par le dalaï-lama, une campagne de rééducation politique et patriotique est lancée dans les monastères du Tibet à partir de 1996 : elle comporte des cours de marxisme, d’histoire patriotique chinoise et, des dénonciations forcées du dalaï-lama.
Selon Matthew Kapstein, la controverse contribua aussi à la décision de s'exiler d'Arjia Rinpoché en 1998 et celle du 17e karmapa Orgyen Trinley Dorje en 2000.
Lobsang Tenzin Chökyi Gyaltsen, reconnu comme tulkou par le 14e dalaï-lama en 1993, s'est vu demandé par les autorités chinoises  de faire partie d'un groupe de lamas originaires de différentes régions du Tibet. Ce groupe a été invité à reconnaître le candidat des autorités chinoises, Gyancain Norbu, en tant que 11e panchen lama, ce qu'il a refusé. En 1997, il a décidé de quitter le pays à l'âge de 17 ans pour ne pas être contraint de faire d'autres actes contraires aux intérêts des autres Tibétains.